# Médio Curu
Médio Curu is een van de 33 microregio's van de Braziliaanse deelstaat Ceará. Zij ligt in de mesoregio Norte Cearense en grenst aan de mesoregio Noroeste Cearense in het westen, de microregio Canindé in het zuiden, de mesoregio Metropolitana de Fortaleza in het oosten en de microregio's Baixo Curu in het noordoosten en Uruburetama in het noordwesten. De microregio heeft een oppervlakte van ca. 3002 km². Midden 2004 werd het inwoneraantal geschat op 77.728.
Vijf gemeenten behoren tot deze microregio:
- Apuiarés
- General Sampaio
- Pentecoste
- São Luís do Curu
- Tejuçuoca

Mesoregio's: Centro-Sul Cearense · Jaguaribe · Metropolitana de Fortaleza · Noroeste Cearense · Norte Cearense · Sertões Cearenses · Sul Cearense

Microregio's: Baixo Curu · Baixo Jaguaribe · Barro · Baturité · Brejo Santo · Canindé · Cariri · Caririaçu · Cascavel · Chapada do Araripe · Chorozinho · Coreaú · Fortaleza · Ibiapaba · Iguatu · Ipu · Itapipoca · Lavras da Mangabeira · Litoral de Aracati · Litoral de Camocim e Acaraú · Médio Curu · Médio Jaguaribe · Meruoca · Pacajus · Santa Quitéria · Serra do Pereiro · Sertão de Crateús · Sertão de Inhamuns · Sertão de Quixeramobim · Sertão de Senador Pompeu · Sobral · Uruburetama · Várzea Alegre